# Roger Ritoux-Lachaud
Jean Gabriel Marie Roger Ritoux-Lachaud (Talais, 22 gennaio 1902 – Addis Abeba, 8 settembre 1940) è stato un militare e aviatore francese, particolarmente distintosi nel corso della seconda guerra mondiale. Decorato con la Croce di Cavaliere della Legion d'onore, l'Ordre de la Libération e la Croix de guerre 1939-1945. Mort pour la France.

## Biografia
Nacque a Talais, nel Gironda, il 22 gennaio 1902. Divenuto industriale, residente in Algeria, era ufficiale della riserva dell'Armée de l'air. Mobilitato allo scoppio della seconda guerra mondiale con il grado di capitano, al momento della firma dell'armistizio del 22 giugno 1940, prestava servizio come osservatore dall'aeroplano presso il Groupe de bombardement 1/61 a Youks-les-Bains, una base situata nei pressi di Tébéssa in Algeria. 
Nel pomeriggio del 1° luglio 1940, due bombardieri Martin 167 Maryland del Groupe de bombardement 1/61 decollarono da Youks-les-Bains e si diressero verso est, diretti in Egitto. A bordo vi erano cinque aviatori che si rifiutarono di deporre le armi dopo l'armistizio. Il primo aereo, pilotato dal maresciallo Raymond Rolland, trasportava il capitano Roger Ritoux-Lachaud.
Il secondo era pilotato dal maresciallo capo  Yves Trécan, accompagnato dal capitano Jacques Dodelier, osservatore, e dal sergente maggiore Robert Cunibil.
I due aerei atterrarono a Marsa Matrouh dopo un volo di quattro ore e mezza. Gli aviatori annunciarono la loro intenzione di continuare a combattere a fianco degli inglesi. Due ore dopo, i due bombardieri decollarono nuovamente, e guidati da un piccolo aereo da collegamento britannico, volarono verso il quartier generale della Royal Air Force a Bogush. Il giorno successivo, i due aerei atterrarono a Heliopolis, in Egitto.
L'8 luglio, i cinque fuggitivi si unirono alla RAF Volunteer Reserve e, con il rinforzo di una decina di altri dissidenti, tra cui il tenente osservatore Pierre de Maismont e del sergente meccanico René Bauden, formarono la prima di tre piccole unità aeree francesi. Si trattava dell'Escadrille Française Libre de Grande Reconnaissance no 1 (French Bomber Flight no 1) di cui egli assunse il comando, l'Escadrille Française Libre de Chasse no 2 (Free French Flight no 2 capitano Paul Jacquier)  e l'Escadrille Française Libre de Liaison no 3 (Free French Flight no 3, maresciallo capo Lornez).
Il 13 luglio, l'unità lasciò Eliopoli per Aden, dove arrivò nella tarda mattinata successiva, giorno della festa nazionale francese, dopo aver trascorso la notte a Port Sudan. Durante il viaggio, il pilota del Martin 167 Maryland Warrant Officer Trécan, con Dodelier e Cunibil a bordo, deviò deliberatamente dalla rotta e sorvolò le città di Massaua e Assab, controllate dagli italiani, per una ricognizione a vista. Questa fu la prima missione di guerra condotta contro il nemico da un equipaggio francese "dissidente".
Lo stesso giorno, nel pomeriggio, il Martin 167 Maryland del sergente pilota Raymond Rolland, con lui a bordo, trasportò il colonnello Edgard de Larminat che si stava recando a Gibuti per incontrare il generale Paul Legentilhomme.
Durante una missione su Addis Abeba, l'8 settembre 1940, il suo aereo fu abbattuto in combattimento da un caccia italiano Fiat C.R.42 Falco. Egli tentò di lanciarsi con il paracadute che, però, rimase impigliato nell'aereo che poi si schiantò al suolo. Il sottufficiale pilota Rolland e il sergente mitragliere Lobato de Faria perirono insieme a lui.
Il suo corpo fu poi sepolto nel cimitero di guerra di Addis Abeba, in Etiopia.